# Castillon-de-Castets
Castillon-de-Castets ist eine Ortschaft und eine Commune déléguée in der französischen Gemeinde Castets et Castillon mit 288 Einwohnern (Stand: 1. Januar 2022) im Département Gironde in der Region Nouvelle-Aquitaine. Die Einwohner werden Castillonais genannt.
Mit Wirkung vom 1. Januar 2017 wurde Castillon-de-Castets mit der Nachbargemeinde Castets-en-Dorthe zur Commune nouvelle Castets et Castillon fusioniert. Die Gemeinde gehörte zum Arrondissement Langon.

## Geographie
Castillon-de-Castets liegt rund 45 Kilometer südöstlich von Bordeaux.

## Bevölkerungsentwicklung
| Jahr                       | 1962 | 1968 | 1975 | 1982 | 1990 | 1999 | 2006 | 2013 |
| Einwohner                  | 275  | 284  | 223  | 207  | 174  | 215  | 242  | 310  |
| Quellen: Cassini und INSEE |      |      |      |      |      |      |      |      |

## Sehenswürdigkeiten
- Kirche Saint-Pierre
- Schloss Le Carpia aus dem 15./16. Jahrhundert, seit 2004 Monument historique

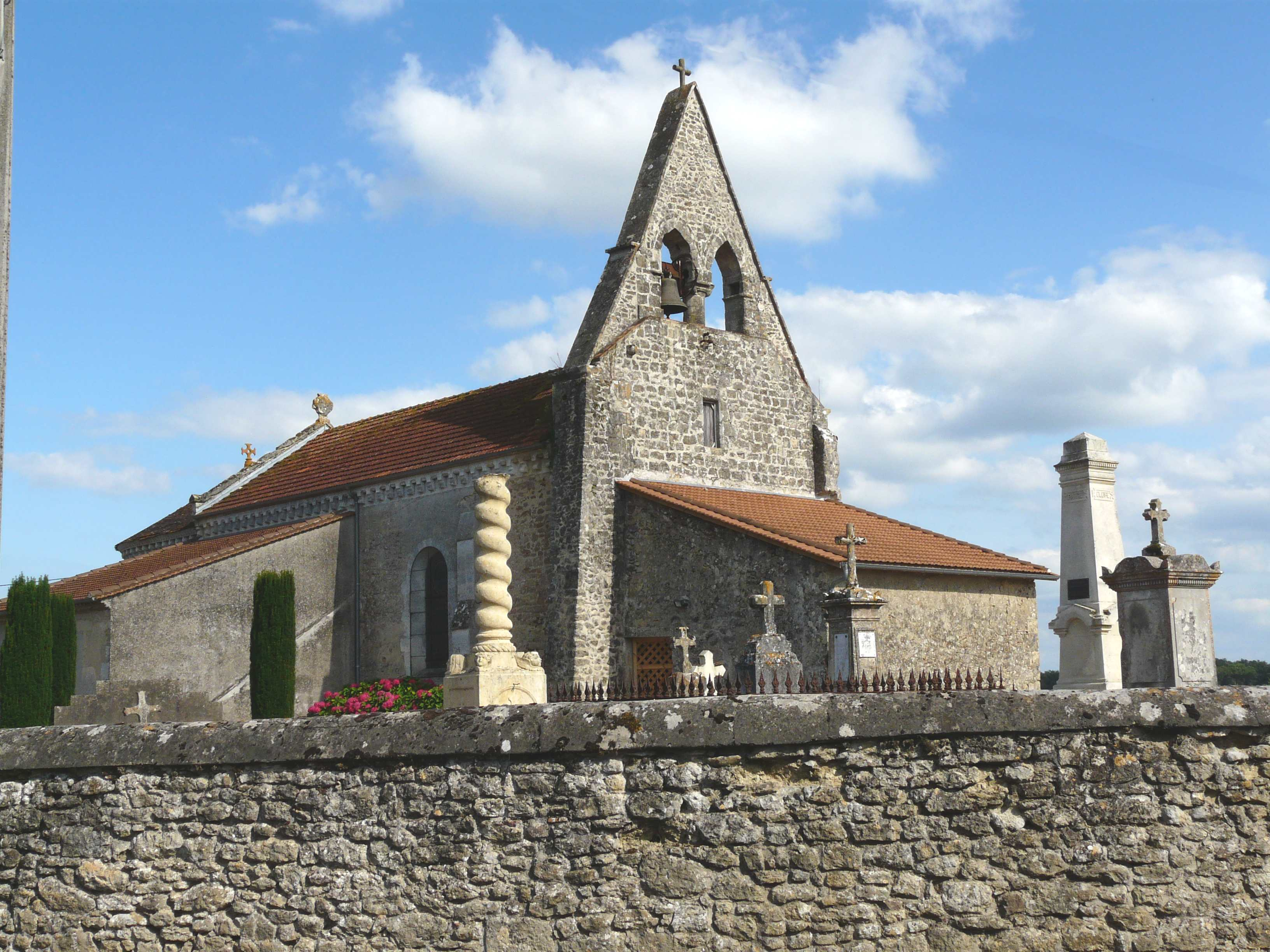
Kirche Saint-Pierre
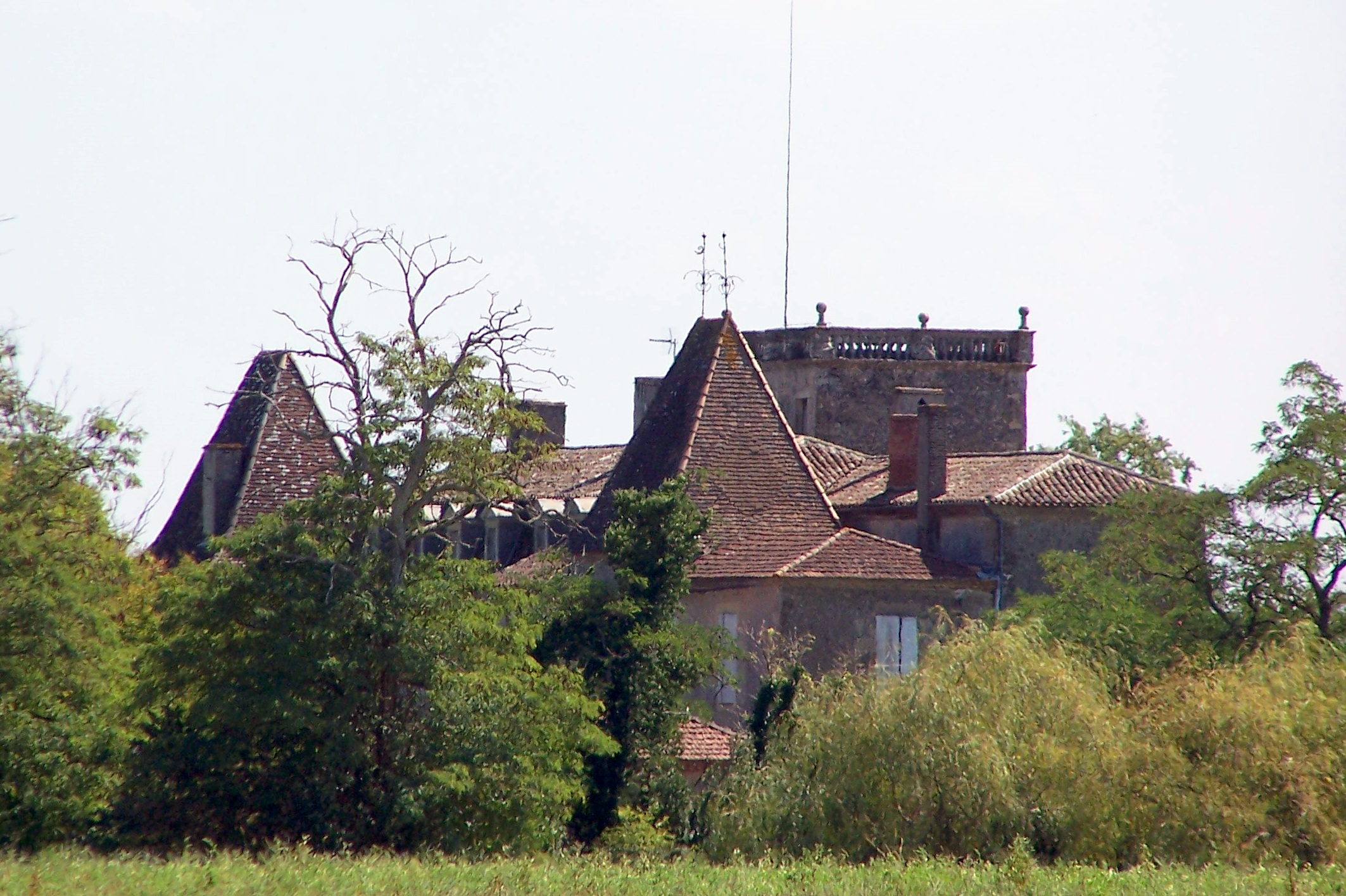
Schloss Le Carpia

## Persönlichkeiten
- Christian Cuch (1943–2014), Radrennfahrer